# دانييل باتشيكو
دانييل باتشيكو لوباتو (بالإسبانية: Daniel Pacheco) (مواليد 5 يناير 1991 في مالقة - إسبانيا) لاعب كرة قدم إسباني يلعب حاليا لصالح نادي غورنيك زابجه البولندي في مركز الهجوم كما يجيد اللعب في مركز الوسط المهاجم .

## روابط خارجية
- دانييل باتشيكو على موقع الاتحاد الدولي (مؤرشف)  (الإنجليزية)
- دانييل باتشيكو على موقع الاتحاد الأوربي (الإنجليزية)
- دانييل باتشيكو على موقع إي إس بي إن إف سي (الإنجليزية)
- دانييل باتشيكو على موقع قاعدة بيانات كرة القدم.إي يو (الإنجليزية)
- دانييل باتشيكو على موقع Soccerbase.com (لاعب) (الإنجليزية)
- دانييل باتشيكو على موقع Soccerway.com (الإنجليزية)
- دانييل باتشيكو على موقع عالم كرة القدم.نت (الإنجليزية)
- دانييل باتشيكو على موقع كووورة
- دانييل باتشيكو على موقع AS.com (الإسبانية)